# Абіканда
Абіканда (узб. Obikanda, Обиканда) — міське селище в Узбекистані, у Кітабському районі Кашкадар'їнської області.
Статус міського селища з 2009 року.